# Banga-un sar-inja
Banga-un sar-inja (반가운 살인자?), noto anche con il titolo internazionale Happy Killers, è un film del 2010 scritto e diretto da Kim Dong-wook.

## Trama
Un misterioso assassinio compie nel medesimo quartiere degli omicidi, ma solo ed esclusivamente nei giovedì di pioggia. L'investigatore Choi Jung-min, insieme a un uomo del quartiere, Kim Young-seok, cercano così di assicurare il criminale alla giustizia.